# Earl of Avon

Wappen der Earls of Avon

Earl of Avon war ein erblicher britischer Adelstitel in der Peerage of the United Kingdom.

## Verleihung
Der Titel wurde am 12. Juli 1961 für den ehemaligen Premierminister Sir Robert Anthony Eden geschaffen. Zusammen mit der Earlswürde wurde ihm der nachgeordnete Titel Viscount Eden, of Royal Leamington Spa in the County of Warwick, verliehen.
Die Titel erloschen beim kinderlosen Tod seines einzigen überlebenden Sohnes, des 2. Earls, am 17. August 1985.

## Liste der Earls of Avon (1961)
- Robert Anthony Eden, 1. Earl of Avon (1897–1977)[2]
- Nicholas Eden, 2. Earl of Avon (1930–1985)[3]